# Chiesa di San Dionigi (Vigevano)
La chiesa di San Dionigi è un edificio religioso sito a Vigevano, in provincia di Pavia e diocesi di Vigevano, sconsacrato e dal 2009 adibito ad auditorium cittadino.

## Storia
È documentato che, prima dell'edificio attuale, sul luogo nel 1323 era presente una chiesa omonima, probabilmente costruita prima del Mille, ma della quale non rimane traccia: in un testamento di quell'anno si fa infatti menzione di un frater Bregundius de Gravelona rector el minister ordinis fratrum paupertatis S. Dionysii de Vigievano. Tale chiesa era anche detta "Casa delle elemosine".
Al primo edificio se ne sovrappose un altro, le cui tracce si fanno risalire alla metà del Quattrocento. La costruzione del nuovo edificio iniziò nel 1750, nel 1780 fu costruita la cupola e mezzo secolo dopo fu riadattato il campanile. Tra il 2007 e il 2009, infine, l'edificio è stato oggetto di un restauro molto radicale e la chiesa è stata trasformata in auditorium.

## Descrizione
Situata in piazza Martiri della Liberazione, la chiesa di San Dionigi è un edificio in stile barocco dalle origini molto antiche; la facciata è attribuita all'architetto Giovanni Ruggeri. Nell'edificio vi sono cinque altari: il maggiore, con marmi variegati e policromi, è collocato al centro. Il pavimento all'entrata è formato da una lastra di granito che copre il sepolcro dei giustiziati, che spiega anche la dedicazione della chiesa: esisteva infatti un'omonima congregazione che si occupava delle sepolture dei condannati a morte.